# Sven Johnson
Sven Johnson, född 12 september 1899 i Norrköping, död 7 juli  1986 i Skärblacka, var en svensk gymnast.
Johnson blev olympisk guldmedaljör 1920.